# Берёза Сапожникова

Берёза Сапожникова (лат. Betula saposhnikovii) — вид растений рода Берёза (Betula) семейства Берёзовые (Betulaceae).

## Распространение и экология
В природе ареал вида охватывает Тянь-Шань. Эндемик.
Произрастает в субальпийском поясе гор.

## Ботаническое описание
Низкое дерево высотой 3—5 м. Молодые ветви слабо опушённые, позже оголяющиеся, густо покрыты бородавочками, сначала тёмными, потом белыми.
Листья ромбические или яйцевидно-ромбические, длиной 1,1—2,2 см, шириной 0,8—1,4 см, острые, с клиновидным основанием, от основания цельнокрайные, выше зазубренно-пильчатые, голые или снизу по жилкам рассеянно-коротковолосистые, на голых черешках втрое короче пластинки.
Пестичные серёжки прямые, продолговатые, длиной 10—12 мм, диаметром 5—6 мм, на ножке длиной 4 мм. Прицветные чешуйки длиной 3—3,5 мм, с коротко-клиновидным основанием, почти до середины трйхлопастные, с почти равными, продолговатыми, туповатыми, прямыми или слегка изогнутыми лопастями.
Орешек продолговатый, длиной 2—2,5 мм, с очень узкими крылышками.

## Таксономия
Вид Берёза Сапожникова входит в род Берёза (Betula) подсемейства Берёзовые (Betuloideae) семейства Берёзовые (Betulaceae) порядка Букоцветные (Fagales).
|  |                                      |  |                                                             |                                                             |                     |  | ещё 7 семейств (согласно Системе APG II) | ещё 7 семейств (согласно Системе APG II)                   |                                                            |  |  |  | ещё 1—2 рода        | ещё 1—2 рода           |  |  |
|  |                                      |  |                                                             |                                                             |                     |  | ещё 7 семейств (согласно Системе APG II) | ещё 7 семейств (согласно Системе APG II)                   |                                                            |  |  |  | ещё 1—2 рода        | ещё 1—2 рода           |  |  |
|  |                                      |  |                                                             | порядок Букоцветные                                         |                     |  |                                          |                                                            | подсемейство Берёзовые                                     |  |  |  |                     | вид Берёза Сапожникова |  |  |
|  |                                      |  |                                                             | порядок Букоцветные                                         |                     |  |                                          |                                                            | подсемейство Берёзовые                                     |  |  |  |                     | вид Берёза Сапожникова |  |  |
|  | отдел Цветковые, или Покрытосеменные |  |                                                             |                                                             | семейство Берёзовые |  |                                          |                                                            | род Берёза                                                 |  |  |  |                     |                        |  |  |
|  | отдел Цветковые, или Покрытосеменные |  |                                                             |                                                             |                     |  |                                          |                                                            |                                                            |  |  |  |                     |                        |  |  |
|  |                                      |  | ещё 44 порядка цветковых растений (согласно Системе APG II) | ещё 44 порядка цветковых растений (согласно Системе APG II) |                     |  |                                          | ещё одно подсемейство, Лещиновые (согласно Системе APG II) | ещё одно подсемейство, Лещиновые (согласно Системе APG II) |  |  |  | ещё более 110 видов |                        |  |  |
|  |                                      |  |                                                             | ещё 44 порядка цветковых растений (согласно Системе APG II) |                     |  |                                          |                                                            | ещё одно подсемейство, Лещиновые (согласно Системе APG II) |  |  |  |                     |                        |  |  |